# 瓦里科爾卡區
瓦里科爾卡區（西班牙語：Distrito de Huaricolca），是秘魯的一個區，位於該國中部胡寧大區的塔爾馬省，始建於1958年6月14日，面積162.31平方公里，海拔高度3,796米，2005年人口2,822，人口密度每平方公里17人。